# Ramakien

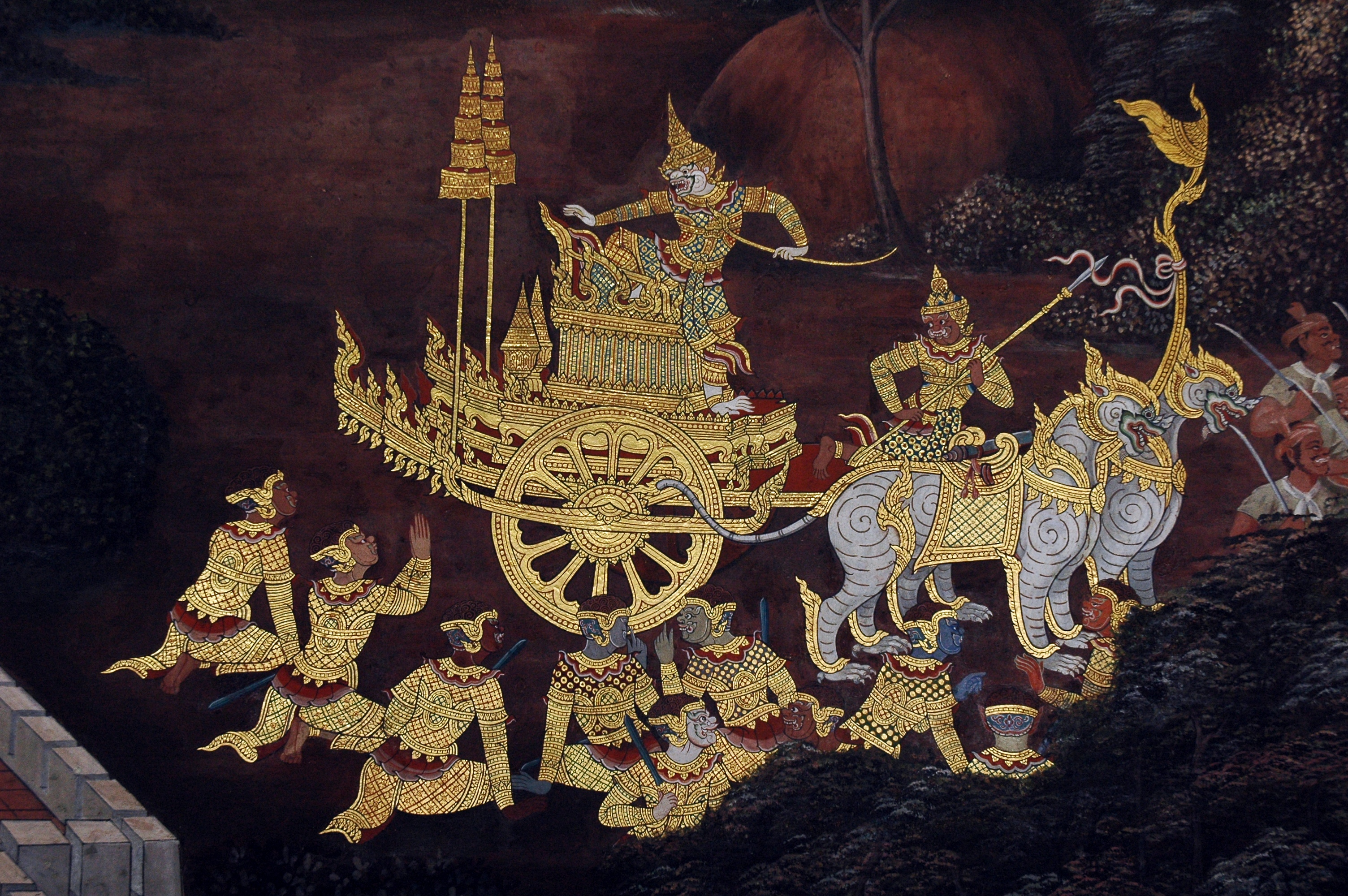
Hánuman en su carro, una escena del Ramakien en el Templo del Buda de Esmeralda, Bangkok.

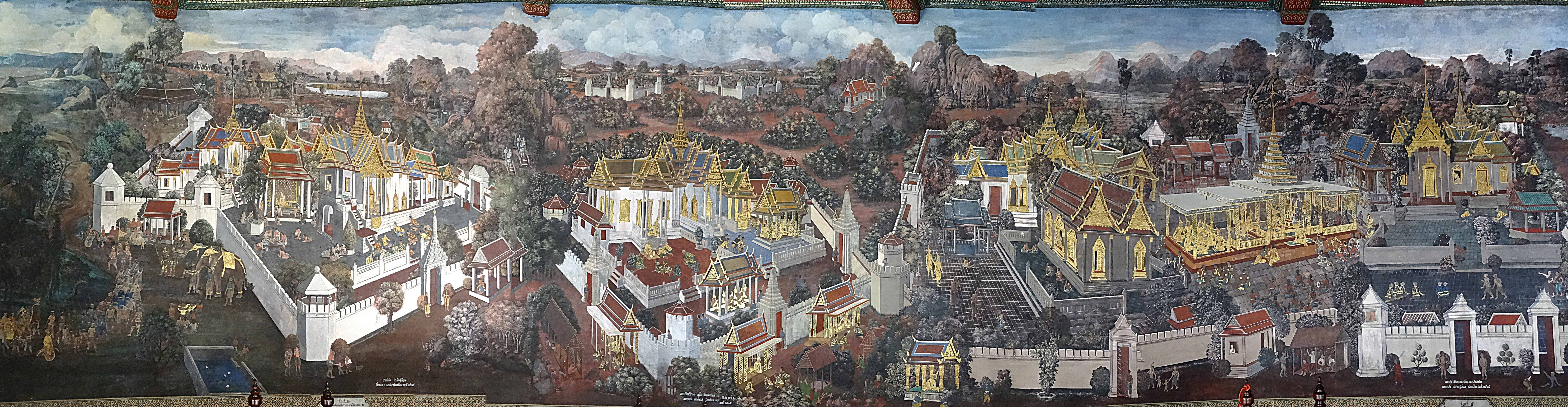
Parte del mural en el Templo del Buda de Esmeralda

El Ramakien (en tailandés: รามเกียรติ์, RSGTS: Rammakian, pronunciado [rāːm.mā.kīa̯n]; literalmente "Gloria de Rama"; a veces también se escribe Ramakian) es una de las epopeyas nacionales de Tailandia, derivada de la epopeya hindú Ramayana. Ramakien es una parte importante del canon de la literatura en tailandés.
"El rey Rama VI fue la persona que arrojó luz primero sobre los estudios del Ramayana en Tailandia, al rastrear las fuentes del Ramakien, comparándolas con el sánscrito Valmiki Ramayana. Descubrió que el Ramakien estaba influido por tres fuentes: el Ramayana de Valmiki, el Visnú-purana y Hánuman Nataka", además de su historia central basada en el budista Dasharatha Jataka. Varias versiones de la epopeya se perdieron en la destrucción de Ayutthaya en 1767. Actualmente existen tres versiones, una de las cuales fue preparada en 1797 bajo la supervisión (y en parte escrita por) el rey Rama I. Su hijo, Rama II, reescribió algunas partes de la versión de su padre para khon drama. La obra ha tenido una influencia importante en la literatura, el arte y el teatro tailandeses (tanto los dramas khon como los nang se derivan de ella).
Si bien la historia principal es similar a la del Ramayana, las diferencias en algunos cuentos aún prevalecen, muchos otros aspectos se trasladaron a un contexto tailandés, como la ropa, las armas, la topografía y los elementos de la naturaleza, que se describen como tailandeses en estilo. Aunque Tailandia se considera una sociedad budista Theravada, la itijasa hindú latente en el Ramakien sirve para proporcionar a las leyendas tailandesas un mito de la creación, así como representaciones de varios espíritus que complementan las creencias derivadas del animismo tailandés.
Una representación pintada del Ramakien se exhibe en el Templo del Buda de Esmeralda de Bangkok, y muchas de las estatuas allí representan personajes.

## Antecedentes
Muchos arqueólogos e historiadores creen que el Ramayana, texto sagrado y venerado de los hindúes, es una colección de historias basadas en la vida de Ram, el rey de Ayodhya que vivió en el siglo VII a. C. (aunque esta línea de tiempo es una cuestión de investigación), concentrándose en la obra de los dioses en la vida de los hombres, y fue escrito por primera vez, como dice la leyenda, en los bosques de la India por Valmiki en el siglo IV a. C. Sin embargo, el Ramayana llegó al sudeste asiático a través de comerciantes y eruditos indios que comerciaban con los reinos jemer (como Funán y Angkor) y Srivijaya, con quienes los indios compartían estrechos lazos económicos y culturales.
A finales del primer milenio, la epopeya fue adoptada por el pueblo tailandés. El Ramakien (escrito como Ramkerti, รามเกียรติ์ pero leído como Ramakien) en sus registros más antiguos del primer reino de Sukhothai, que datan del siglo XIII, incluyen historias de las leyendas del Ramayana. La historia de las leyendas se contó en el teatro de sombras (tailandés: หนัง, Nang), un espectáculo de marionetas de sombras en un estilo adoptado de Indonesia, en el que los personajes fueron representados por muñecos de cuero manipulados para proyectar sombras en una pantalla cercana mientras los espectadores observan desde el otro lado.
La versión tailandesa de las leyendas se escribió por primera vez en el siglo XVIII, durante el reino de Ayutthaya, tras la desaparición del gobierno de Sukhothai. La mayoría de las ediciones, sin embargo, se perdieron cuando la ciudad de Ayutthaya fue destruida por ejércitos de Birmania (actual Myanmar) en el año 1767.
La versión reconocida hoy fue compilada en el Reino de Siam bajo la supervisión del rey Rama I (1726–1809), el fundador de la dinastía Chakri, que aún mantiene el trono de Tailandia. Entre los años 1799 y 1807, Rama I supervisó la redacción de la conocida edición e incluso escribió partes de ella. También fue bajo el reinado de Rama I que comenzó la construcción del Gran Palacio Tailandés en Bangkok, que incluye los terrenos del Templo del Buda de Esmeralda, en el Buda de esmeralda. Las paredes del Templo del Buda de Esmeralda están ricamente decoradas con pinturas que representan historias del Ramakien.
Rama II (1766-1824) adaptó aún más la edición de Ramakien de su padre para el drama khon, una forma de teatro interpretada por bailarines tailandeses que no hablan con trajes y máscaras elaborados. Las narraciones del Ramakien eran leídas por un coro a un lado del escenario. Esta versión difiere ligeramente de la compilada por Rama I, dando un papel ampliado a Hánuman, el dios-rey de los simios, y agregando un final feliz.
Desde su introducción al pueblo tailandés, el Ramakien se ha convertido en un componente firme de la cultura. El Ramakien de Rama I se considera una de las obras maestras de la literatura tailandesa. Todavía se lee y se enseña en las escuelas del país.
En 1989, Satyavrat Shastri tradujo el Ramakien en un poema épico sánscrito (mahakavya) llamado Ramakirtimahakavyam, en 25 sargas (cantos) y alrededor de 1200 estrofas en 14 metros. Este trabajo ganó once premios nacionales e internacionales.

## Contenido
Los cuentos del Ramakien son similares a los del Ramayana, aunque transferidos a la topografía y la cultura de Ayutthaya, donde el Avatar de Phra Narai (la encarnación tailandesa de Vishnu, también conocido como Narayan) renace como Phra Ram.

### Figuras principales

#### Dioses
- Phra Narai/Witsanu - dios hindú Vishu
- Phra Isuan - dios hindú Shiva
- Phra Phrom - dios hindú Brahma. Junto con Phra Isuan y Phra Narai, forma la Trinidad hindú.
- Phra Uma-thewi - Consorte de Phra Isuan
- Phra Laksami - Consorte de Narai
- Phra In - El rey de los vadas - deidades celestiales menores. Padre de Pali. Similar a Indra en los textos hindúes.
- Mali Warat - Dios de la justicia. Abuelo de Thotsakan
- Phra Athit (Surya) - la deidad solar. Padre de Sukreep
- Phra Phai - la deidad del viento. Padre de Hánuman. Similar a Vayu en los textos indios.
- Phra Witsawakam/Witsanukam - el dios artesano, responsable de reconstruir Lanka después de que Hánuman la quemara y creara Khitkhin. Similar a Vishwakarma en los textos indios.

#### Humano
- Phra Ram - el hijo del rey Thotsarot de Ayutthaya y la Encarnación de Phra Narai.
- Nang Sida - la esposa de Phra Ram, que encarna la pureza y la fidelidad. Encarnación de Lakshmi
- Phra Lak, Phra Phrot y Phra Satrut - medio hermanos de Phra Ram, que representan las posesiones reencarnadas de Phra Narai
- Thotsarot - a menudo llamado Thao Thotsarot. Rey de Ayutthaya y padre de Phra Ram y sus hermanos
- Nang Kaosuriya - una de las tres esposas de Thotsarot, madre de Phra Ram
- Nang Kaiyakesi - una de las tres esposas de Thotsarot, madre de Phra Phrot
- Nang Samutthewi - una de las tres esposas de Thotsarot, madre de Phra Lak y Phra Satrut

#### Aliados de Phra Ram
- Hánuman - Dios-rey de los simios, que apoyó a Phra Ram y actuó como el general mono.
- Phali Thirat - Rey de Khitkhin, hermano mayor de Sukhrip y tío de Hánuman
- Sukhrip - virrey de Kitkin, hermano menor de Phali y tío de Hánuman
- Ongkhot - Príncipe mono e hijo de Pali Thirat y Nang Montho, primo de Hánuman
- Phiphek - hermano cautivo de Thotsakan. Es un excelente astrólogo y proporcionó información valiosa a Phra Ram para derrotar a Thotsakan.
- Chomphuphan - Príncipe mono e hijo adoptivo de Phali, un experto en las artes curativas y que actuó como médico de la tropa.

#### Enemigos de Phra Ram
- Thotsakan (de dashakantha) - Rey de los Demonios de Lanka y el más fuerte de los adversarios de Phra Ram. Thotsakan tiene diez caras y veinte brazos, y posee una gran variedad de armas.
- Intharachit - un hijo de Thotsakan. El segundo adversario más poderoso de Phra Ram. Intharachit usa su arco más que cualquier otra arma. Una vez disparó flechas (flechas de Nagabat) que se convirtieron en nagas (o serpientes) en el aire y llovieron sobre el ejército de Phra Ram. Una vez recibió la bendición del Phra Isuan de que no morirá en la tierra sino en el aire, y si su cabeza cortada tocara el suelo, provocaría una gran destrucción.
- Kumphakan - hermano de Thotsakan y comandante de las fuerzas demoníacas.
- Maiyarap - Rey del inframundo, encarnado como un burro.
- Khon, Thut y Trisian - hermanos menores de Thotsakan, y los tres primeros en ser asesinados por Phra Ram, en ese orden.

### Trama
A diferencia de las versiones indias del Ramayana, el Ramakien del rey Rama I no está dividido en secciones o capítulos, como kanda. Sin embargo, el texto se puede dividir en tres partes lógicas. El primero trata sobre los orígenes de los personajes principales, el segundo describe los eventos dramáticos, incluida la caída de Thotsakan, y la parte final describe lo que sucedió después.

#### Primera parte
La primera parte comienza con la historia de Phra Narai en forma de un jabalí que vence al demonio Hiranyak. A esto le sigue el relato de los orígenes de los antepasados de Thotsakan. Según Ramakien, Phra Isuan le otorga a su sirviente Nonthok una bendición que le permite convertir su dedo en un diamante y destruir a cualquiera a quien apunte. Cuando Nonthok comienza a abusar de este poder, Phra Narai asume la forma de una mujer encantadora que baila frente a Nonthok e intenta imitar el movimiento de sus manos. En un momento, apunta con el dedo de diamante hacia sí mismo y muere instantáneamente. Nonthok renace más tarde como Thotsakan. También tiene cuatro hermanos y una hermana, además de medio hermanos. Thotsakan primero se casa con Kala Akhi, la hija de Kala Nakha del inframundo, y luego recibe a Nang Montho como regalo de Phra Isuan. Thotsakan y Nang Montho tienen un hijo que se llama Ronapak, pero después de su victoria sobre Indra, se llama Intharachit.
A continuación, el texto explica los orígenes de los personajes simiescos Phali y Sukhrip. Nacen de Kala Acana, la esposa del rey Khodam, como resultado de su adulterio con Phra In y Phra Athit. Cuando el rey Khodam los sumerge en un lago para probar su legitimidad, se convierten en monos y desaparecen en el bosque. Phra Isuan le otorga a Phali un tridente mágico que transferirá a Phali la mitad de la fuerza de cualquiera que luche contra él. Sukhrip es recompensado con una hermosa joven doncella, Dara, pero Phali la toma para sí mismo. Más tarde, Phali también se apodera de la consorte de Thotsakan, Nang Montho, y tienen un hijo llamado Ongkhot antes de que ella regrese a Thotsakan. Finalmente, Phali destierra a Sukhrip al bosque donde conoce a Hánuman.
Se dice que Hánuman nació después de que Phra Isuan coloca sus armas celestiales en la boca de Sawaha, la hija de Kala Acana. Hánuman al principio se queda con Phali y Sukhrip, pero luego decide unirse a Sukhrip en su destierro al bosque.
Rama, conocido en Ramakien como Phra Ram, tiene antepasados que se remontan a Phra Narai a través del rey Thotsarot. El propio Phra Ram es una reencarnación de Phra Narai, y sus hermanos Phra Lak, Phra Phrot y Phra Satrut son manifestaciones de los emblemas de Phra Narai: la serpiente, el disco y la maza, respectivamente. La consorte de Phra Ram, Nang Sida, es una reencarnación de la consorte de Phra Narai, Laksami, pero nació como hija de Thotsakan en Lanka y fue adoptada por el rey Chonok de Mithila.

#### Segunda parte
La segunda parte trata del drama principal de la historia. Phra Ram y Nang Sida se enamoran a primera vista antes de un concurso de tiro con arco. Un jorobado llamado Kucci instiga a la reina a pedir el destierro de Phra Ram. Se va a vivir en el bosque con Nang Sida y su hermano Phra Lak, donde conocen a Sammanakha, que adoptó la forma de una hermosa doncella. Intenta seducir a los dos hermanos, pero ellos se resisten y la castigan. Como venganza, Thotsakan secuestra a Nang Sida a su palacio en Lanka.
Phra Ram y Phra Lak se encuentran con Hanuman, Sukhrip y otro mono Chomphuphan y les piden que les ayuden a encontrar a Nang Sida. Cuando Hanuman localiza a Nang Sida en Lanka y se identifica mostrando su anillo y su pañuelo y volviendo a contar el secreto de su primer encuentro con Phra Ram. Luego, Hanuman es capturado por el hijo de Thotsakan, Intharachit, pero escapa mientras prende fuego a Lanka. Al regresar a Phra Ram, Hanuman ayuda a construir una calzada que conecta Lanka con el continente y comienza la guerra con Thotsakan. Después de muchas luchas e intentos de traición por parte de los aliados de Thotsakan, Phra Ram logra matar a Thotsakan e Intharachit y liberar a Nang Sida. Después de pasar una prueba de fuego para probar su fidelidad, Phra Ram la lleva con él a Ayutthaya y otorga varias partes de su reino a sus aliados.

#### Tercera parte
Después de que Nang Sida dibuja una imagen de Thotsakan en una pizarra, Phra Ram le ordena a Phra Lak que la lleve al bosque y la mate. En lugar de hacer lo que se le ordena, le lleva a Phra Ram el corazón de una cierva para engañarlo de que Nang Sida está muerto. En el bosque, Nang Sida encuentra refugio con un ermitaño llamado Wachamarik y da a luz a dos hijos: Phra Monkut y Phra Loph. Phra Ram decide llevarla de regreso a Ayutthaya, pero ella se niega y desaparece en el inframundo. Finalmente, Phra Isuan reúne a Phra Ram y Nang Sida nuevamente.